# 东方公园
东方公园，位于山東省德州市陵城区县政府路西的一座公園，占地面积约200多亩。东方公园建成于2008年，因为陵城区是汉朝智圣东方朔的故乡，所以起名为东方公园。东方公园分为三个入口，其中最大的位于东方公园的南侧。这里成了跳广场舞、滑冰、练武术等活动的场所。